# Aulacomniaceae
Famille
Synonymes
Aulacommiaceae
Les Aulacomniaceae (ou Aulacommiaceae) forment une famille de mousses.

## Liste des genres
ITIS reconnait les deux écritures de cette famille, avec des contenus différents:
- famille Aulacomniaceae (vérifié par ITIS)
  - genre Aulacomnium Schwaegr.
- famille Aulacommiaceae (non vérifié par ITIS)
  - genre Aulacommium Schwaegr.
  - genre Leptotheca (placé sous Rhizogoniaceae par catalogueoflife.org)

Selon NCBI et Catalogue of Life:
- famille Aulacomniaceae
  - genre Aulacomnium Schwaegr.